# Celia Wade-Brown
Celia Wade-Brown (* 12. Juli 1956 in London) ist eine neuseeländische Lokalpolitikerin und war von 2010 bis 2016 Bürgermeisterin von Wellington, der Hauptstadt von Neuseeland.

## Leben, Ausbildung und Beruf
Celia Wade-Brown wurde am 12. Juli 1956 in Paddington in West-London geboren und wuchs nach eigenen Angaben in einer städtischen Wohnung an der Eisenbahnlinie nach Paddington auf. Die Familie war arm, denn ihre Eltern Eliza Wade und Liam Brown, ein Beamter der britischen Armee, hatten sieben Kinder zu versorgen, von denen sie die Mittlere war. Nachdem die Familie wegen eines Jobangebots nach Wokingham, Berkshire gezogen war, besuchte Wade-Brown die dortige Holt School, eine weiterführende Schule für Mädchen, an der sie wegen guter Leistungen eine Förderung bekam.
Nach ihrer Schulausbildung ging sie für ein Jahr nach Afrika und arbeitete als Laborassistentin in der Wesley Girls’ High School in Ghana. Anschließend studierte sie die Fächer Chemie, Englisch und Philosophie an der University of Nottingham in Nottinghamshire in England.
Nach Abschluss ihres Studiums ließ sie sich von IBM als System Engineer ausbilden und arbeitete als Programmiererin in APL bei einem Beratungsunternehmen in London.

## Neuseeland
1983 emigrierte sie nach Neuseeland, erreichte Wellington am 8. August 1983 und arbeitet dort bei der Firma Databank Systems Ltd. Sie zog in den Stadtteil Island Bay, in dem sie noch heute mit ihrem Mann Alastair lebt. Mit ihm hat sie zwei Söhne. Mit ihrem Mann gründete sie eine IT-Beratungsfirma für Finanzsysteme. Des Weiteren war sie 1995 Gründungsmitglied der Internet Society of New Zealand und Vorsitzende des von ihr mitbegründeten 2020Trust.

## Politische Karriere
Celia Wade-Browns politische Karriere begann mit ihrem Engagement in der Lokalpolitik in Sachen Umweltfragen. Nachdem sie Mitglied in der Green Party of Aotearoa New Zealand wurde, bewarb sie sich 1994 für das politische Amt eines Ward Councillor für den Southern Ward, einem städtischen Verwaltungsbezirk von Wellington. Darüber bekamt sie erstmals einen Sitz im Wellington City Council (Stadtrat), dem sie bis 1998 angehörte. Danach gönnte sie sich eine politische Pause, um sich ihrer Familie zu widmen und mit ihr zu reisen.
Zurück in Wellington, kandidierte Wade-Brown erneut als „Grüne“ für den City Council und wurde, verantwortlich für den Bereich Umwelt, Abwasser- und Abfallentsorgung, 2001 wiedergewählt. Doch einige Wahlen zum New Zealand House of Representatives für ihre Partei konnte sie in den folgenden Jahren nicht bestehen. Im Jahr 2009 entschloss sie sich für das Amt des Bürgermeisters der Stadt zu kandidieren, verließ, um als unabhängige Kandidatin in die Wahl zu gehen, ihre Partei und gewann die Bürgermeisterwahl im Jahr 2010 mit einem knappen Vorsprung von nur 176 Stimmen vor der Amtsinhaberin Kerry Prendergast.
Im Oktober 2013 gewann sie ihre erste Wiederwahl mit einem deutlicheren Vorsprung. Obwohl sie als Inhaberin des Bürgermeisteramtes weiterhin als unabhängig gilt, fühlt sie sich doch nach wie vor der Grünen Partei verbunden.